# Premi de Literatura Infantil El Vaixell de Vapor
El Premi de Literatura Infantil El Vaixell de Vapor, sovint anomenat simplement Premi Vaixell de Vapor, és un premi literari patrocinat per la Fundació Santa Maria. Es convoca cada any i hi poden optar novel·les inèdites escrites en català d'una extensió entre 30 i 100 fulls, adreçades a un públic infantil. L'obra guanyadora és publicada per l'Editorial Cruïlla. El 2020 el premi tenia una dotació d'11.000 euros.

## Guanyadors
- 1984 Núria Albó, per Tanit
- 1985 Desert
- 1986 Desert
- 1987 Elena O'Callaghan, per El petit roure
- 1988 Joan Armangué, per El forat de les coses perdudes
- 1989 Desert
- 1990 Jordi Sierra i Fabra, per Un llibre monstruós
- 1991 Mercè Canela, per S'ha de ser animal
- 1992 Andreu Sotorra, per La medalla
- 1993 Desert
- 1994 David Nel·lo, per L'Albert i els menjabrossa
- 1995 Maria Jesús Bolta, per Vull jugar![2]
- 1996 Eva Piquer, per La noia del temps
- 1997 Jaume Cela, per Hola, Pep!
- 1998 Jordi Sierra i Fabra, per Les històries perdudes
- 1999 M. Àngels Bogunyà, per Temporal a l'illot Negre
- 2000 Antoni Garcia Llorca, per Ulisses, el corb
- 2001 Desert
- 2002 No convocat
- 2003 Antoni Garcia Llorca, per El Rei dels Senglars
- 2004 Josep Sampere, per El mar de la tranquil·litat
- 2005 Jaume Cela, per L'herència
- 2006 Vicenç Villatoro, per La torre
- 2007 Josep Maria Fonalleras, per Les galetes del Saló de Te Continental
- 2008 Bernat Romaní, per El meu carrer
- 2009 Carles Sala i Vila, per El triomf d'en Polit Bonaveu
- 2010 Jaume Cela, per Set raons per estimar els meus pares
- 2011 Jordi Losantos, per Leo, el camaleó daltònic[3]
- 2012 Victòria Tubau, per Els nens de la meva classe
- 2013 Maria Àngels Joanmiquel, per La vergonyosa excusa de la hiena
- 2014 Desert
- 2015 David Cirici, per El vol de l'oreneta
- 2016 Maite Carranza, per La pel·lícula de la vida
- 2017 Desert
- 2018 Gemma Lienas, per Jo, en Watson i l'armari de la Jacqueline[4]
- 2019 Teresa Guiluz i Vidal, per L'extraordinari cas dels objectes apareguts[5]
- 2020 Paula Ferrer Molina, per El país de Cral
- 2021 desert[6]
- 2022 Roser Rimbau, per Els lletrafòbics i el senyor No-Nom
- 2023 Carles Sala i Vila, per Madame Esvelt
- 2024 Montserrat Feliu i Maspons, per Els pergamins del castell de Bellparlar